# Йоганн Георг Шмідт
Йоганн Георг Шмідт (бл. 1685 — 15 вересня 1748) — австрійський художник епохи бароко. Щоб відрізнити його від свого більш відомого тезки Мартіна Йоганна Шмідта з Кремса (Kremser Schmidt), його також називали «Віденським Шмідтом» (Wiener Schmidt).
Йоганн Георг Шмідт народився в Богемії. Він отримав освіту в студії Пітера Штруделя і перебував під впливом Мартіно Альтомонте. Часто працював з такими архітекторами, як Йоганн Лукас фон Гільдебрандт. Багато працював у Нижній Австрії та Відні над головними вівтарями та іншими картинами у Францисканській церкві у Відні, абатстві Альтенбург, монастирі Клостернойбург, абатстві Лілієнфельд і абатстві Цветль.
Помер у Кремсі.